# Фисуни
Фисуни —  село в Україні, у Новоселівській сільській громаді Полтавського району Полтавської області. Населення становить 13 осіб. До 2020 орган місцевого самоврядування — Рунівщинська сільська рада.

## Географія
Село Фисуни знаходиться на правому березі річки Свинківка, вище за течією примикає село Гаврилки, нижче за течією на відстані 0,5 км розташоване село Петрашівка, на протилежному березі - село Карнаухи.

## Історія
12 червня 2020 року, відповідно до розпорядження Кабінету Міністрів України № 721-р «Про визначення адміністративних центрів та затвердження територій територіальних громад Полтавської області», село увійшло до складу Новоселівської сільської громади.
19 липня 2020 року, в результаті адміністративно - територіальної реформи та ліквідації Полтавського району(1925-2020), село увійшло до складу новоутвореного Полтавського району.

## Видатні особистості
- Добровольський Володимир Васильович (нар. 15 січня 1939) - Заслужений працівник освіти України